# Am seidenen Faden (1938)
Am seidenen Faden (auch: Ein Volk will leben) ist ein deutscher antisemitischer Propagandafilm der UFA, der 1938 produziert und vom hauseigenen Verleih der UFA am 29. September 1938 in die Kinos gebracht wurde.
Das von Robert A. Stemmle und Eberhard Frowein nach Froweins Roman Mein eignes propres Geld (1933) geschriebene und von Robert A. Stemmle inszenierte Filmdrama erzählt die Geschichte des Fabrikanten Richard Hellwerth, der nach dem Ende des Ersten Weltkrieges eine geniale Erfindung auf den Markt bringen möchte und dabei gezwungen ist, die ererbte Traditionsfirma in eine Aktiengesellschaft umzuwandeln. Sein Schwiegervater, Wilhelm Eickhoff, ist ein jüdischer Spekulant und ein Emporkömmling der Weimarer Republik, die im Film als Verfallsgesellschaft gebrandmarkt wird. Im Kontext einer internationalen „Schieberei“ attackiert Eickhoff die neue AG an der Stelle, an der sie am verwundbarsten ist: Er leiht sich Geld und erwirbt damit die Aktienmehrheit. Als die Aktien daraufhin ins Bodenlose stürzen und dem Unternehmen der Konkurs droht, vereinigen Richard Hellwerth und seine Belegschaft sich im Schulterschluss, um Seite an Seite gegen den Angreifer zu kämpfen.

## Handlung
Ort der Handlung ist Elberfeld (heute ein Teil von Wuppertal), die Zeit das Jahr 1919. Der Erste Weltkrieg ist vorbei, in Deutschland herrschen die – im Kontext des Films als verkommen dargestellten – Verhältnisse der Nachrevolution und der Weimarer Republik. Richard Hellwerth, dessen Eltern unlängst verstorben sind, kehrt aus japanischer Kriegsgefangenschaft in seine Heimatstadt zurück, um dort das Familienunternehmen, eine traditionsreiche Textilfärberei, zu übernehmen. In seinem Elternhaus, einer geliebten Villa, die sich schon über Generationen im Familienbesitz befindet und voller unschätzbarer Kunstwerke steckt, begrüßen ihn die Wirtschafterin Frau Mann und das neue Dienstmädchen Anna. Das einzige Produkt der Firma ist eine Naturfarbe, „Türkisch Rot“; da Richards Vater es abgelehnt hatte, die Produktion im Krieg auf die Tarnfarbe Feldgrau umzustellen, befindet sich das Unternehmen am Rande des Bankrotts. Das Obergeschoss der Villa musste vermietet werden. Dort residiert nun Wilhelm Eickhoff, ein pausenlos jovial lachender neureicher Jude, der seine Tochter Lissy Partys feiern lässt. Jazzmusik und Frauengelächter dringen bis in die von Richard bewohnten Räume. Die Lustigkeit seiner Mieter erscheint Richard, der über die neuen Verhältnisse in Deutschland erschüttert ist, unpassend und frivol.
Richard macht sich an die Arbeit. Von Prokurist Kalbach erfährt er alle traurigen Einzelheiten über den Zustand des Unternehmens. Weil die Produktionsräume nicht mehr ausgelastet sind, gibt es auch hier Mieter. Einer davon ist Dr. Breuer, ein Erfinder, der in dem Raum rastlos Forschung treibt. Gerade in dem Moment, als Breuer und Richard einander vorgestellt werden, bricht Breuer vor Hunger und Entkräftung zusammen. Richard nimmt ihn mit in sein Haus und lässt ihn dort gesundpflegen. Nach seiner Genesung stellt Breuer Richard seine Erfindung vor: eine Kunstseide, die an Reißfestigkeit jedem Naturmaterial überlegen ist. Richard erkennt den Wert des neuen Werkstoffs und beschließt, die Produktion zu übernehmen. Um das notwendige Kapital zu beschaffen, verkauft er Eickhoff das Haus samt aller darin befindlichen Kunstschätze (deren ideellen Wert Eickhoff, obwohl er sie zu besitzen trachtet, gar nicht zu schätzen weiß).
Obwohl Richard Eickhoff nicht leiden kann, fasst er nach und nach Zuneigung zu dessen Tochter Lissy. Als diese bei einer Polizeirazzia in der Kolibri-Bar verhaftet wird, wird Richard zufällig Zeuge der Situation. Er versucht, die junge Frau in Schutz zu nehmen, und wird ebenfalls verhaftet. Als auf der Polizeiwache seine Identität festgestellt wird, lässt man den bedeutenden Geschäftsmann unter Entschuldigungen sofort gehen. Er bürgt für Lissy, und so darf sie ebenfalls gehen.
Bald wird ersichtlich, dass Richard und Lissy sich lieben. Nach einem vergeblichen Vorstoß Eickhoffs, sich Richard als Kompagnon aufzudrängen, erklärt Richard Lissy jedoch, dass er sie nicht heiraten könne. Denn wenn Eickhoff erst sein Schwiegervater wäre, sei er dessen Versuchen, in seinen geschäftlichen Belangen mitzureden, wehrlos ausgesetzt. Um Richard dennoch heiraten zu können, bricht Lissy einen Streit mit ihrem Vater vom Zaun und zieht aus dem Haus aus.
Richard warnt Lissy: Der neue Werkstoff finde keine Käufer und wahrscheinlich werde sie mit ihm einen Bankrotteur heiraten. Lissy ist das egal, die Heirat findet statt. Eickhoff, der den Streit mit seiner Tochter längst vergessen hat, platzt unter jovialem Gelächter in die Hochzeitsfeier hinein und stellt Richard beiläufig vor dessen Gästen bloß, etwa vor Erfinder Breuer, der erst jetzt erfährt, dass seine Kunstseide sich nicht verkauft. Da wird Lissy erfinderisch: Sie schlägt Richard vor, nicht nur Garn, sondern gleich auch Textilien herzustellen. Um Geld für die notwendigen Webstühle zu beschaffen, soll das Unternehmen an die Börse gehen: Lissy kennt Bankier Gröbelmann. Richard zögert, ihrem Rat zu folgen, denn immer nur mit eigenem Geld zu arbeiten, ist bei Hellwerths Tradition. Da Prokurist Kalbach und auch Dr. Breuer die Idee unterstützen, wird sie jedoch in die Tat umgesetzt.
Fünf Jahre später. Der neuen AG geht es glänzend, das Geschäft mit der Kunstseide floriert. Da erscheint nach einem langen Auslandsaufenthalt Eickhoff und schockiert Richard mit der Nachricht, dass er sich jetzt im Besitz der Aktienmehrheit befinde und Aufsichtsratsvorsitzender geworden sei. Richard ist in den Hellwerth-Werken nurmehr ein Angestellter. In seiner Erschütterung wendet er sich gegen Lissy: Er glaubt, diesen Schicksalsschlag nur erlitten zu haben, weil er sie geheiratet hat. Lissy prüft die Sache nach und entdeckt, dass ihr Vater wirtschaftliche Interessen im Ausland und die Aktienmehrheit nur erworben hat, um – zur Realisierung anderer Profite – Richards Kunstseidenfabrikation zu zerstören. Lissy bricht nun tatsächlich mit ihrem Vater und versöhnt sich mit ihrem Mann.
Der Konflikt zwischen Richard und Eickhoff eskaliert. Als Richard gegen die Übernahme Widerstand leistet, wird er entlassen. Die Belegschaft, die zu Recht um die Arbeitsplätze fürchtet, stellt sich geschlossen hinter ihn. Gemeinsam besetzen Management und Arbeiterschaft die Fabrik und setzen die Produktion fort. Eickhoff mobilisiert seinen Anwalt, Justizrat Bellert, um beim Arbeitsgericht eine einstweilige Verfügung zur sofortigen Stilllegung der Hellwerth-Werke zu erwirken. Der Richter hält diese angesichts der Solidarität der Belegschaft für praktisch undurchführbar und schlägt einen Vergleich vor; da Bellert nicht einlenkt, muss er dem Antrag aber stattgeben.
Da die einstweilige Verfügung, als reines Papier, keine Wirkung hat, ist die Fabrik zwei Tage später noch immer besetzt und produziert, als ob nichts gewesen wäre. Die Aktien des Unternehmens befinden sich im freien Fall. Erst jetzt erfahren die Zuschauer des Films, dass Eickhoff, um die Aktienmehrheit erwerben zu können, Geld von Bankier Brögelmann geliehen hat. Brögelmann, der bei der Gewährung des Kredits gutgläubig gewesen war, wendet sich nun gegen Eickhoff, woraufhin dieser sich ins Ausland absetzt. Um seinen Verlust zu kompensieren, bietet Brögelmann Richard den Kauf sowohl der Aktien als auch der Villa zu einem symbolischen Preis an. Später, wenn das Geschäft sich erholt hat, sollen nach und nach die Kosten für den wahren Wert erstattet werden. Die Firma ist dadurch gerettet und wieder allein unter Richards Kontrolle, und obendrein bekommt er auch noch sein Elternhaus zurück.

## Produktion und Uraufführung
Bruno Duday, der für den Film verantwortliche Produzent, war ein Veteran der UFA, der für das Unternehmen schon seit 1930 gearbeitet hatte. Die UFA vertraute ihm viele ihrer Prestigeproduktion mit Schauspielerinnen wie Brigitte Helm, Brigitte Horney, Käthe von Nagy (Die Freundin eines großen Mannes, 1934; Einmal eine große Dame sein, 1934), Lída Baarová, Lil Dagover, Marta Eggerth und Zarah Leander an. Robert A. Stemmle, der den Film inszeniert hat, kam – wie viele Filmregisseure der NS-Zeit – vom Theater her. Sein Quereinstieg in die Filmbranche war über das Schreiben von Drehbüchern erfolgt, bis er 1933 begann, seine Drehbücher auch als Regisseur umzusetzen. Besonders oft hat Stemmle mit Heinz Rühmann zusammengearbeitet. Das von Eberhard Frowein nach einem eigenen Roman verfasste Drehbuch zu Am seidenen Faden weist thematisch große Ähnlichkeit zu dem – ebenfalls von Frowein geschriebenen – des Films Du und ich (1938) auf.
Weitere Mitglieder des Produktionsstabs:
- Aufnahmeleitung: Fritz Schwarz
- Regieassistent: Fritz Andelfinger
- Kameraassistent: Kurt Hasse, Bruno Stephan
- Bauten: Otto Hunte, Karl Vollbrecht (Ausführung)
- Kostüme: Wilhelmine Spindler, Max König, Walter Salemann
- Ton: Max Langguth

Eine Zusammenarbeit mit dem Hauptdarsteller Willy Fritsch hatte sich für Stemmle bis dahin nur bei der Produktion des Films Glückskinder (1936) ergeben, für den Stemmle das Drehbuch geschrieben hatte. Der zum Produktionszeitpunkt 37-jährige Fritsch, dessen Leinwandkarriere noch im Stummfilm begonnen hatte, war spätestens seit seinem Auftritt in dem Kassenschlager Die Drei von der Tankstelle einer der populärsten Liebhaberdarsteller des deutschen Kinos. Fritsch war vor allem als Leinwandpartner von Lilian Harvey bekannt. Für Am seidenen Faden wurde als seine Leading Lady aber die 34-jährige Ungarin Käthe von Nagy ausgewählt, mit der Fritsch ebenfalls schon mehrfach zusammengespielt hatte (Ronny, 1931; Ihre Hoheit befiehlt, 1931; Ich bei Tag und Du bei Nacht, 1932; Prinzessin Turandot, 1934).
Carl Kuhlmann hatte seine Laufbahn als Bühnendarsteller begonnen erst seit 1937 auch beim Film gearbeitet, wo er sich als Nebendarsteller in Werner Hochbaums Ein Mädchen geht an Land (1938) erstmals für das Schurkenfach empfohlen hatte. Die Partie als Schwiegervater in Am seidenen Vater war seine erste große Rolle als hartherziger Geldmensch. Später folgten weitere, etwa in dem antisemitischen Propagandafilm Die Rothschilds (1940), in Nora (1944) und in dem Familiendrama Die Jahre vergehen (1945).
Die Aufnahmen für den Film entstanden im April und Mai 1938 in Berlin-Lichtenberg. Er ist in Schwarzweiß und 35 mm bei einem Seitenverhältnis von 1:1,37 produziert.
Die Kopie, die am 16. September 1938 der Zensur vorgelegt wurde, hatte eine Länge von 2538 Metern bzw. 93 Minuten. Den Verleih übernahm die Universum-Film Verleih GmbH, Berlin. Uraufgeführt wurde der Film am 29. September 1938 im Tauentzien-Palast in Berlin. Weitere Zensurprüfungen folgten am 4. Dezember 1941 und am 27. Januar 1944 (ebenfalls 2538 Metern bzw. 93 Minuten).
Aufgrund einer Entscheidung der alliierten Filmzensur durfte der Film, dem neben den bereits genannten antisemitischen Stereotypen unverkennbar auch die nationalsozialistische Volksgemeinschaftsideologie zugrunde liegt, nach Kriegsende zunächst nicht wieder aufgeführt werden.
Zu einer FSK-Prüfung kam es am 28. Januar 1982. Dabei lag eine leicht gekürzte Version von 2498 Metern bzw. 92 Minuten vor. In der Bundesrepublik Deutschland gelangten die Auswertungsrechte an die Transit Film.

## Kritik
„Unterhaltungsfilm, der im Einklang mit der NS-Ideologie die Weimarer Republik als "Schieber- und Kapitalismus-System" denunziert und in diese Abwertung auch die Gewerkschaften einbezieht.“